# Árpád d'Ungheria
Árpád d'Ungheria (845 circa – 907 circa) fu gran principe degli Ungari a cavallo tra IX e X secolo e capostipite della dinastia degli Arpadi, casa regnante d'Ungheria fino al 1301. Il suo nome significa "orzo".
Sono moltissime le informazioni che non si conoscono sulla sua vita, non ultima l'importante questione se fosse il re sacro (kende) degli Ungari o il loro capo militare (gyula); le diverse fonti disponibili forniscono sul suo conto informazioni contraddittorie. Nonostante ciò, molti ungheresi lo hanno definito e lo definiscono tuttora il «fondatore del nostro Paese», considerando il suo ruolo nella conquista magiara del bacino dei Carpazi ricordato da alcune cronache di epoca successiva. Il suo principale merito riguardò la capacità di trasformare la confederazione tribale degli Ungari in una potente realtà statale dell'Europa centro-orientale, via via centralizzatasi nel corso dei secoli successivi. Sono a lui dedicate diverse sculture nella moderna Ungheria.

## Biografia

### Primi anni di vita
Árpád era il figlio di Álmos, definito da tutte le cronache ungheresi come il primo capo della confederazione delle tribù magiare. Restano sconosciuti sia il nome della madre sia quale fosse la famiglia da cui proveniva. Secondo lo storico Gyula Kristó, Árpád nacque intorno all'845. Il suo nome deriva dal termine ungherese che sta per orzo, árpa.
L'imperatore bizantino Costantino VII Porfirogenito (al potere dal 913 al 959) sostiene che gli Ungari «non avevano mai avuto nessun altro principe» al loro comando prima di Árpád, un'affermazione questa in netto contrasto con la versione fornita dalle cronache ungheresi, le quali narrano di come già il padre di Árpád esercitasse il potere. Nella narrazione di Porfirogenito, il khagan cazaro riuscì a completare quel processo politico funzionale a porsi al comando di tutte le tribù ungare, evento che gli permise di rafforzare la propria sovranità su di loro. In un momento non meglio precisato del VIII secolo, il khagan pensò di nominare un capo di nome Levedi alla guida degli Ungari. Inaspettatamente, Levedi non accettò questa offerta e suggerì di selezionare Álmos o suo figlio Árpád al suo posto. Il khagan accettò l'offerta di Levedi e ordinò le disposizioni necessarie affinché si tenessero le elezioni. Così, gli Ungari elessero il loro primo principe, ma preferirono investire Árpád anziché suo padre in quanto «[essi erano] assai ammirati per la saggezza, il consiglio e il valore di lui, oltre che perché lo ritenevano capace di governare». Da allora in poi, «lo nominarono principe dei Cazari, ovvero zakanon, secondo le usanze tradizionali, sollevandolo su uno scudo». Analizzando l'opera con attenzione, si nota l'associazione impropria compiuta da Costantino Porfirogenito tra Magiari e Turchi: benché l'autore fornisca elementi veritieri nella sostanza a giudizio degli studiosi occidentali, questi indica spesso dati confusi e intrisi di leggende.
András Róna-Tas ha sostenuto che l'elezione di Árpád fu caldeggiata da Álmos, il quale costrinse Levedi a rinunciare alla sua posizione di kende (i magiari governavano in origine con un sistema dualista). Di conseguenza, sempre secondo Róna-Tas, Árpád succedette a Levedi come re sacro (kende), permettendo a suo padre di preservare la propria posizione di vero capo degli Ungari (gyula).

### Verso la conquista ungara

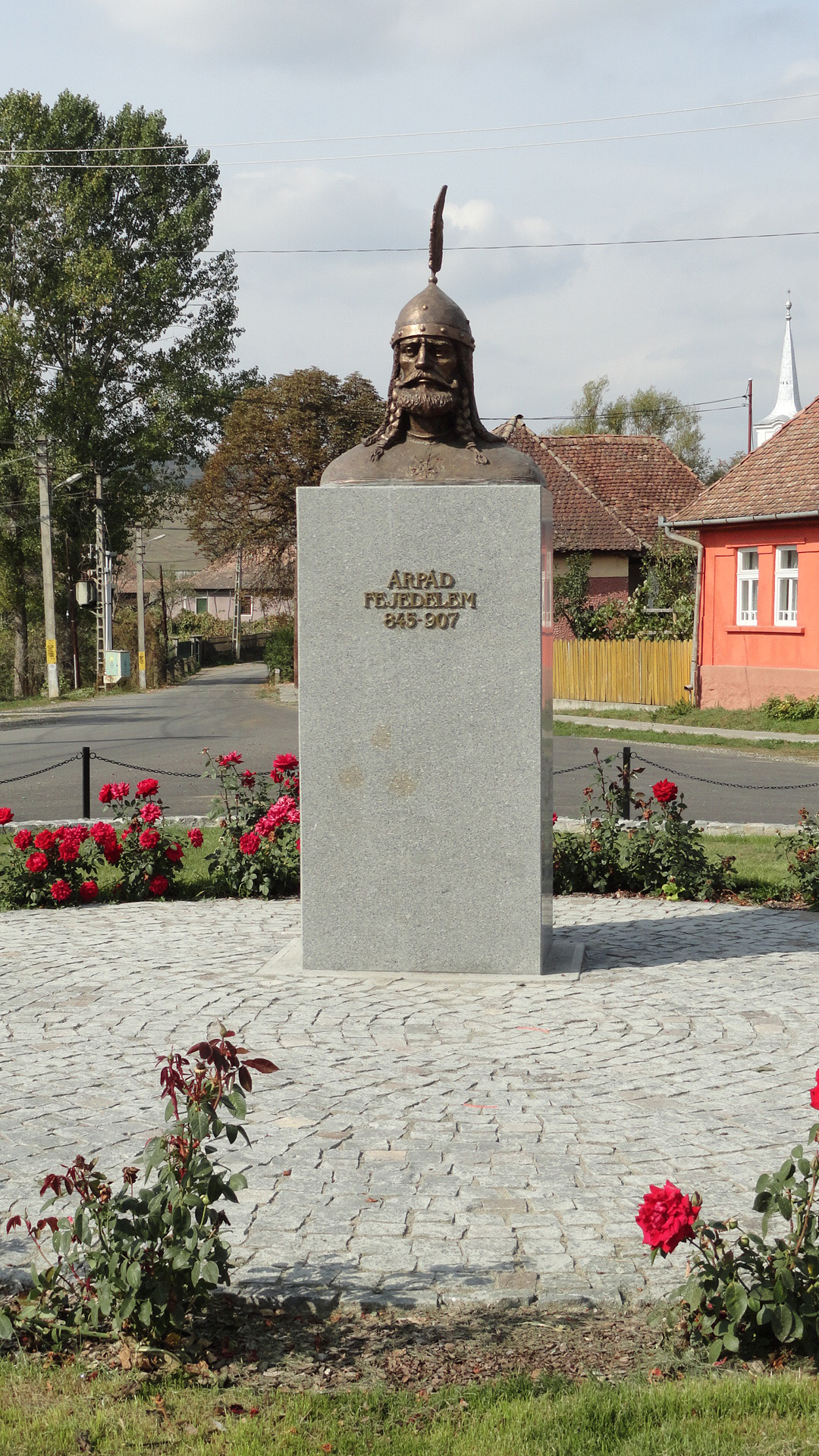
Statua dedicata ad Árpád a Székelybere (Bereni, Romania)

La prima fonte attendibile relativa alla vita di Árpád è un documento dell'inizio del X secolo, la Cronaca di Giorgio il Monaco. Quest'ultima riferisce che l'imperatore bizantino Leone VI il Saggio (regnante dal 886 al 912) spedì il suo delegato Niceta Sclero dagli Ungari nell'894 o 895 «elargendogli dei doni» e incitandoli a combattere contro l'impero bulgaro. Sclero incontrò due personalità magiare di spicco, Árpád e Kurszán, sul Basso Danubio. La missione del bizantino terminò con un successo, poiché infatti un esercito ungaro attraversò presto il Danubio a bordo di navi bizantine contro la Bulgaria. Un'interpolazione del testo di Porfirogenito suggerisce che gli invasori fossero guidati da uno dei figli di Árpád, Liüntika.
Le cariche rivestite da Árpád e Kurszán al momento delle loro trattative con il delegato romeo sono incerte. Victor Spinei ha ipotizzato che Árpád stesse esercitando il ruolo di gyula, mentre Kurszán quello di kende. Al contrario, Kristó ha sostenuto che Árpád rivestiva il ruolo di gyula, mentre Árpád agiva in veste di delegato per conto di suo padre, il kende Álmos.
(Leone VI il Saggio, Tactica)
L'esercito ungaro sconfisse i Bulgari, ma questi ultimi assoldarono i Peceneghi contro di loro. I Bulgari e i Peceneghi invasero in contemporanea i territori degli Ungari nelle regioni occidentali della steppa pontico-caspica nell'895 o nell'896. La distruzione dei luoghi in cui risiedevano compiuta dai Peceneghi costrinse i magiari a partire alla ricerca di una nuova patria attraverso i Carpazi verso la pianura pannonica.
La Chronica Picta riferisce che il padre di Árpád, Álmos, «non poté raggiungere la Pannonia perché fu ucciso a Erdelw», in Transilvania. A prescindere dall'autenticità o meno degli eventi relativi alla morte del padre, dibattuti a livello storiografico, Árpád ricevette la nomina "a capo e guida" degli Ungari subito dopo la dipartita.

### Regno

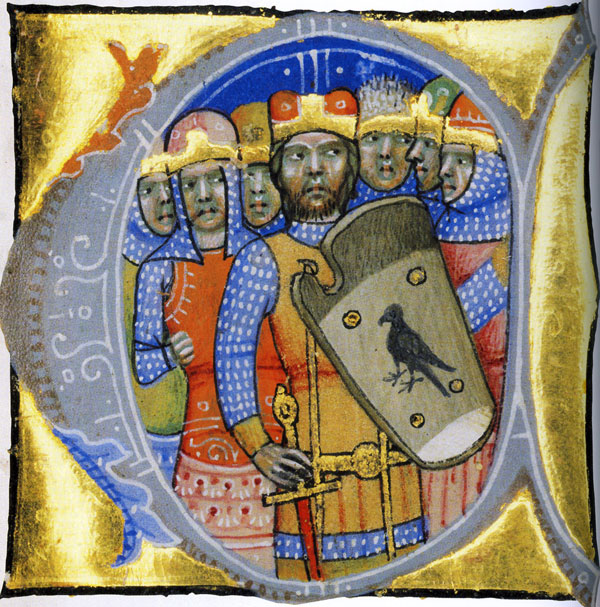
Miniatura dei sette capitani dei magiari tratta dal Chronica Picta

La figura di Árpád «è del tutto sconosciuta» a tutte le fonti scritte del Regno dei Franchi orientali, che era una delle principali potenze del bacino dei Carpazi a cavallo tra il IX e il X secolo. Questi testi, inclusi gli Annales Alamannici e gli Annales Eisnidlenses, menzionano solo un altro capo ungaro, Kurszán. Secondo Kristó e altri storici, queste fonti suggeriscono che Kurszán doveva essere il gyula al comando delle forze ungare, mentre Árpád succedette al padre assassinato come kende, il re sacro. Allo scopo di presentare una teoria alternativa, lo storico rumeno Curta ha ritenuto che Kurszán fosse il kende e che il gyula Árpád gli subentrò solo quando Kurszán fu assassinato dai bavaresi nel 902 o nel 904.
In contrasto con le fonti quasi contemporanee, le cronache ungheresi scritte secoli dopo gli eventi, specie le Gesta Hungarorum e la Chronica Picta, sottolineano il ruolo non trascurabile rivestito da Árpád nella conquista del bacino dei Carpazi. Le Gesta Hungarorum mettono anche in evidenza che Tétény, uno dei capi delle sette tribù ungare, acquisì «la terra di Transilvania per sé e per i suoi posteri» solo dopo che Árpád lo aveva autorizzato a conquistarlo.
(Anonimo: Gesta Hungarorum)
Le Gesta Hungarorum asseriscono che Árpád prestò «un giuramento in presenza dei principali uomini e guerrieri dell'Ungheria» ed «elevò suo figlio, Zoltán», a principe nella sua vita. Tuttavia, a giudizio degli studiosi odierni, l'attendibilità di questo resoconto e l'elenco dei gran principi magiari forniti dalle Gesta Hungarorum lasciano trasparire delle incoerenze. Ad esempio, l'opera ignora Fajsz, che governò quando Costantino VII Porfirogenito stava completando il suo De administrando imperio intorno al 950.

### Morte
L'anno della morte di Árpád costituisce uno dei tanti misteri che circondano la biografia del nobile. Le Gesta Hungarorum riportano che la dipartita avvenne nel 907. Kristó riferisce quale testimonianza maggiormente probabile il 900 o qualche anno giù di lì, in quanto le Gesta segnalano il 903 quale data di inizio della "conquista" ungherese; quest'ultimo avvenimento sarebbe in realtà avvenuto intorno all'895. Se il resoconto delle Gesta sul suo funerale risultasse attendibile, si dovrebbe convenire che Árpád andò sepolto «alla testa di un piccolo fiume che scorre attraverso un canale sotterraneo di pietra presso la città del re Attila», dove un secolo dopo si sviluppò un villaggio, Fehéregyháza, alle porte di Buda.

## Lascito

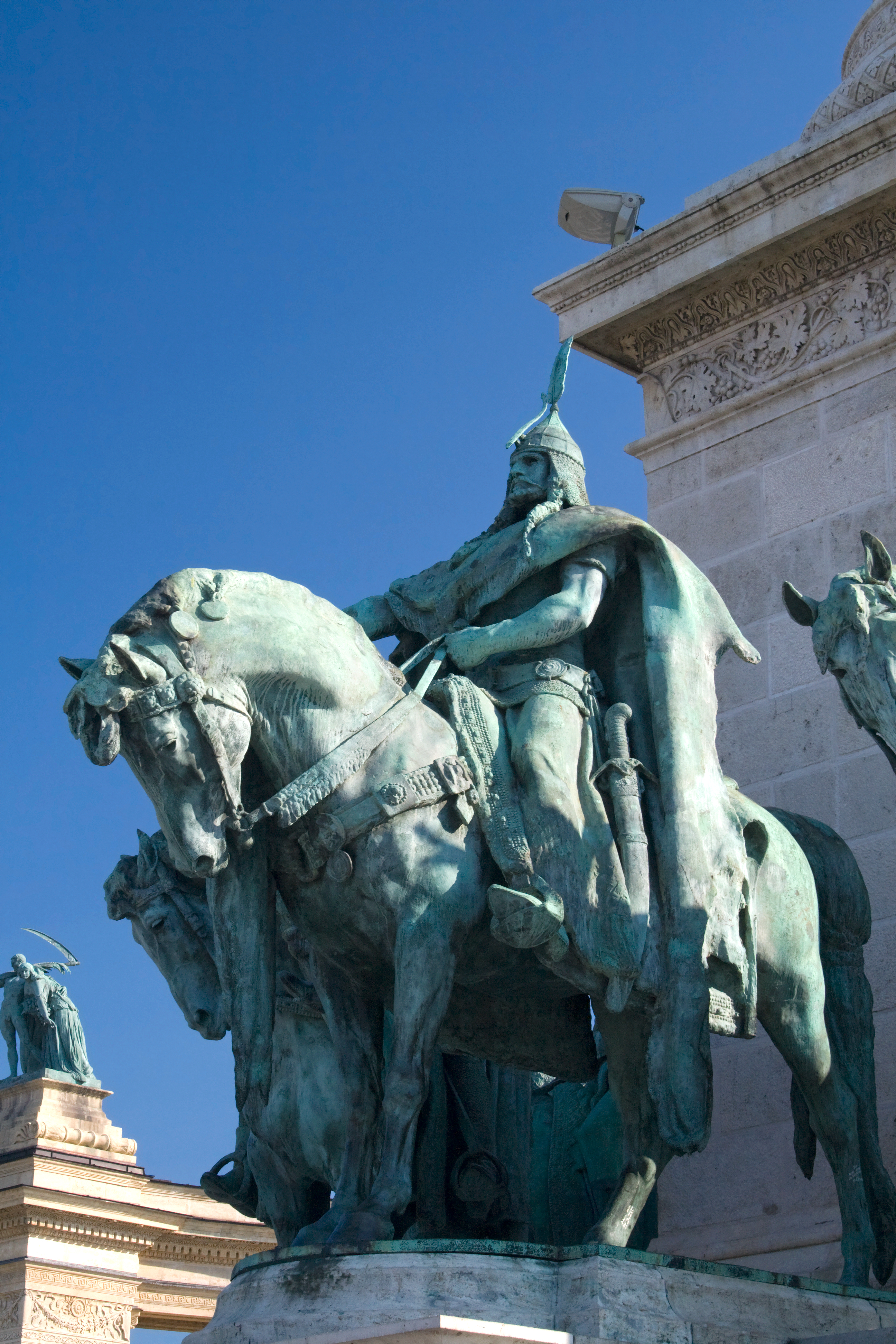
La statua dedicata ad Árpád nella piazza degli Eroi a Budapest

Gli Ungari arrivarono nella loro nuova patria all'interno dei Carpazi sotto Árpád, il quale aveva trasformato il gruppo di tribù più o meno unite in una salda unione. Questi è uno dei protagonisti delle Gesta Hungarorum, in quanto gli vengono attribuiti «quasi tutti gli eventi memorabili» della «conquista ungherese"» Inoltre, fino all'estinzione della linea maschile della sua dinastia nel 1301, l'Ungheria rimase governata da «un'unica linea di governanti», tutti discendenti da Árpád. Il principe è conosciuto tra gli ungheresi come honalapító o "fondatore della nostra patria". Tra le varie sculture presenti in Ungheria, una delle statue più conosciute è quella presente sotto la colonna della piazza degli Eroi a Budapest.

## Discendenza

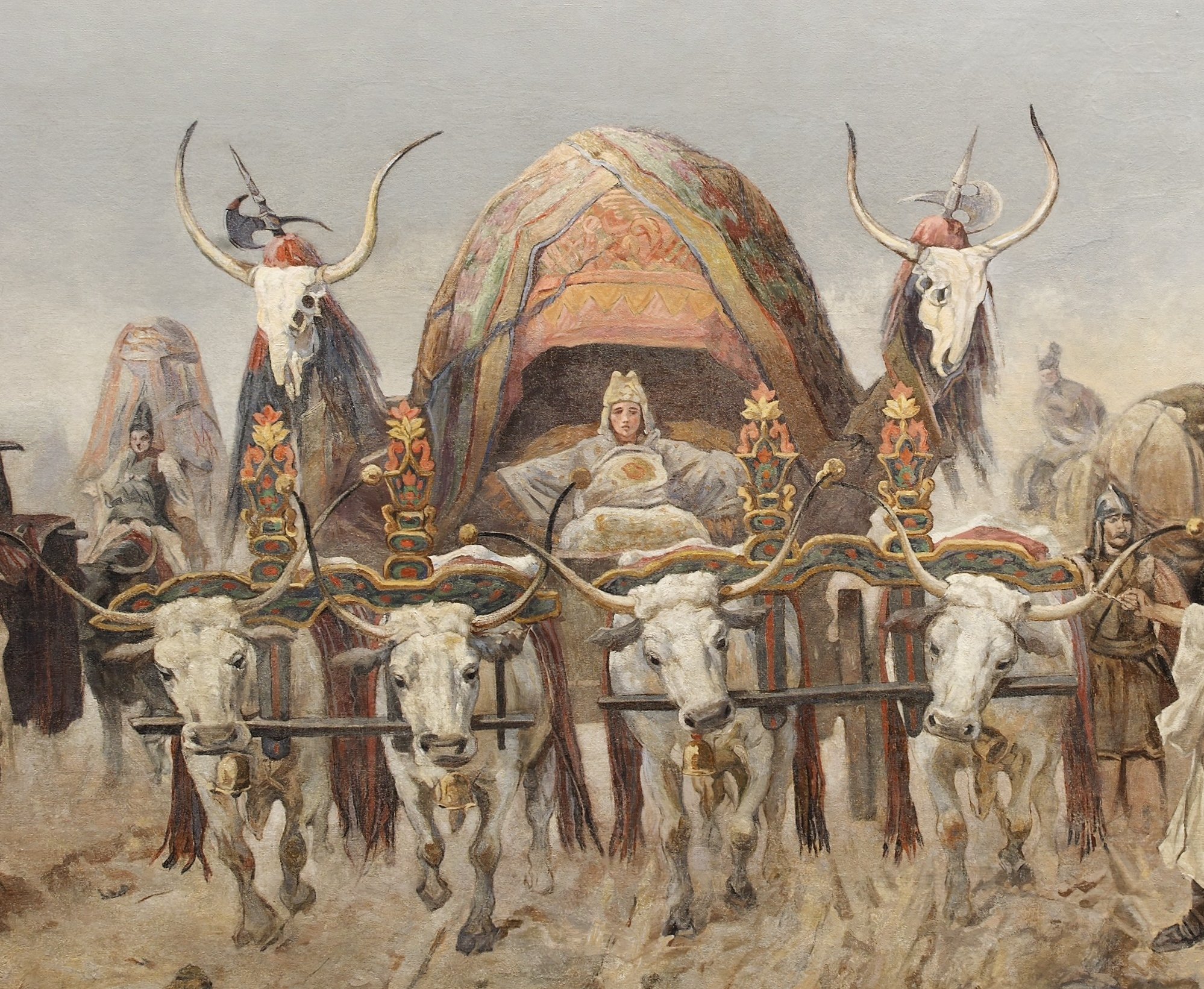
Un dettaglio sulla moglie di Árpád tratto dall'Arrivo degli ungari (1892-1894) di Árpád Feszty et al.. Parco nazionale storico commemorativo di Ópusztaszer, Ungheria

Porfirogenito dice che Árpád "ebbe quattro figli: il primo Tarkatzous, il secondo Ielech, il terzo Ioutotzas e il quarto Zaltas". Si riferisce inoltre a un certo "Liuntikas, figlio di" Árpád; Kristó ha commentato l'affermazione sostenendo che Liuntikas (Liüntika) era un nome alternativo di Tarkatzous (Tarhos). Il nome e la famiglia della madre dei figli di Árpád sono sconosciuti. Di seguito un albero genealogico con gli antenati di Árpád e i suoi discendenti fino alla fine del X secolo:
|           |           |           |           |           |           |  |  |            |            | Ügyek           | Ügyek           | Ügyek           | Ügyek           | Ügyek           | Ügyek           |  |  | Eunedubeliano | Eunedubeliano | Eunedubeliano | Eunedubeliano | Eunedubeliano | Eunedubeliano |  |  |          |          |          |          |          |          |  |  |               |               |               |               |               |               |  |  |                  |                  |                  |                  |                  |                  |  |  |  |  |  |  |  |  |  |  |  |  |  |  |  |  |  |  |  |  |  |  |  |  |  |  |  |  |  |  |  |  |  |  |  |  |  |  |  |  |  |  |
|           |           |           |           |           |           |  |  |            |            | Ügyek           | Ügyek           | Ügyek           | Ügyek           | Ügyek           | Ügyek           |  |  | Eunedubeliano | Eunedubeliano | Eunedubeliano | Eunedubeliano | Eunedubeliano | Eunedubeliano |  |  |          |          |          |          |          |          |  |  |               |               |               |               |               |               |  |  |                  |                  |                  |                  |                  |                  |  |  |  |  |  |  |  |  |  |  |  |  |  |  |  |  |  |  |  |  |  |  |  |  |  |  |  |  |  |  |  |  |  |  |  |  |  |  |  |  |  |  |
|           |           |           |           |           |           |  |  |            |            | Elöd o Ügyek    | Elöd o Ügyek    | Elöd o Ügyek    | Elöd o Ügyek    | Elöd o Ügyek    | Elöd o Ügyek    |  |  | Emese         | Emese         | Emese         | Emese         | Emese         | Emese         |  |  |          |          |          |          |          |          |  |  |               |               |               |               |               |               |  |  |                  |                  |                  |                  |                  |                  |  |  |  |  |  |  |  |  |  |  |  |  |  |  |  |  |  |  |  |  |  |  |  |  |  |  |  |  |  |  |  |  |  |  |  |  |  |  |  |  |  |  |
|           |           |           |           |           |           |  |  |            |            | Elöd o Ügyek    | Elöd o Ügyek    | Elöd o Ügyek    | Elöd o Ügyek    | Elöd o Ügyek    | Elöd o Ügyek    |  |  | Emese         | Emese         | Emese         | Emese         | Emese         | Emese         |  |  |          |          |          |          |          |          |  |  |               |               |               |               |               |               |  |  |                  |                  |                  |                  |                  |                  |  |  |  |  |  |  |  |  |  |  |  |  |  |  |  |  |  |  |  |  |  |  |  |  |  |  |  |  |  |  |  |  |  |  |  |  |  |  |  |  |  |  |
|           |           |           |           |           |           |  |  |            |            |                 |                 |                 |                 |                 |                 |  |  |               |               |               |               |               |               |  |  |          |          |          |          |          |          |  |  |               |               |               |               |               |               |  |  |                  |                  |                  |                  |                  |                  |  |  |  |  |  |  |  |  |  |  |  |  |  |  |  |  |  |  |  |  |  |  |  |  |  |  |  |  |  |  |  |  |  |  |  |  |  |  |  |  |  |  |
|           |           |           |           |           |           |  |  |            |            |                 |                 |                 |                 | Álmos           |                 |  |  |               |               |               |               |               |               |  |  |          |          |          |          |          |          |  |  |               |               |               |               |               |               |  |  |                  |                  |                  |                  |                  |                  |  |  |  |  |  |  |  |  |  |  |  |  |  |  |  |  |  |  |  |  |  |  |  |  |  |  |  |  |  |  |  |  |  |  |  |  |  |  |  |  |  |  |
|           |           |           |           |           |           |  |  |            |            |                 |                 |                 |                 |                 |                 |  |  |               |               |               |               |               |               |  |  |          |          |          |          |          |          |  |  |               |               |               |               |               |               |  |  |                  |                  |                  |                  |                  |                  |  |  |  |  |  |  |  |  |  |  |  |  |  |  |  |  |  |  |  |  |  |  |  |  |  |  |  |  |  |  |  |  |  |  |  |  |  |  |  |  |  |  |
|           |           |           |           |           |           |  |  |            |            |                 |                 |                 |                 | Árpád           |                 |  |  |               |               |               |               |               |               |  |  |          |          |          |          |          |          |  |  |               |               |               |               |               |               |  |  |                  |                  |                  |                  |                  |                  |  |  |  |  |  |  |  |  |  |  |  |  |  |  |  |  |  |  |  |  |  |  |  |  |  |  |  |  |  |  |  |  |  |  |  |  |  |  |  |  |  |  |
|           |           |           |           |           |           |  |  |            |            |                 |                 |                 |                 |                 |                 |  |  |               |               |               |               |               |               |  |  |          |          |          |          |          |          |  |  |               |               |               |               |               |               |  |  |                  |                  |                  |                  |                  |                  |  |  |  |  |  |  |  |  |  |  |  |  |  |  |  |  |  |  |  |  |  |  |  |  |  |  |  |  |  |  |  |  |  |  |  |  |  |  |  |  |  |  |
|           |           |           |           |           |           |  |  |            |            |                 |                 |                 |                 |                 |                 |  |  |               |               |               |               |               |               |  |  |          |          |          |          |          |          |  |  |               |               |               |               |               |               |  |  |                  |                  |                  |                  |                  |                  |  |  |  |  |  |  |  |  |  |  |  |  |  |  |  |  |  |  |  |  |  |  |  |  |  |  |  |  |  |  |  |  |  |  |  |  |  |  |  |  |  |  |
| Liüntika* | Liüntika* | Liüntika* | Liüntika* | Liüntika* | Liüntika* |  |  | Tarkatzus* | Tarkatzus* | Tarkatzus*      | Tarkatzus*      | Tarkatzus*      | Tarkatzus*      |                 |                 |  |  | Jelek         | Jelek         | Jelek         | Jelek         | Jelek         | Jelek         |  |  | Jutotzas | Jutotzas | Jutotzas | Jutotzas | Jutotzas | Jutotzas |  |  | (sconosciuto) | (sconosciuto) | (sconosciuto) | (sconosciuto) | (sconosciuto) | (sconosciuto) |  |  | Zoltán           | Zoltán           | Zoltán           | Zoltán           | Zoltán           | Zoltán           |  |  |  |  |  |  |  |  |  |  |  |  |  |  |  |  |  |  |  |  |  |  |  |  |  |  |  |  |  |  |  |  |  |  |  |  |  |  |  |  |  |  |
| Liüntika* | Liüntika* | Liüntika* | Liüntika* | Liüntika* | Liüntika* |  |  | Tarkatzus* | Tarkatzus* | Tarkatzus*      | Tarkatzus*      | Tarkatzus*      | Tarkatzus*      |                 |                 |  |  | Jelek         | Jelek         | Jelek         | Jelek         | Jelek         | Jelek         |  |  | Jutotzas | Jutotzas | Jutotzas | Jutotzas | Jutotzas | Jutotzas |  |  | (sconosciuto) | (sconosciuto) | (sconosciuto) | (sconosciuto) | (sconosciuto) | (sconosciuto) |  |  | Zoltán           | Zoltán           | Zoltán           | Zoltán           | Zoltán           | Zoltán           |  |  |  |  |  |  |  |  |  |  |  |  |  |  |  |  |  |  |  |  |  |  |  |  |  |  |  |  |  |  |  |  |  |  |  |  |  |  |  |  |  |  |
|           |           |           |           |           |           |  |  |            |            |                 |                 |                 |                 |                 |                 |  |  |               |               |               |               |               |               |  |  |          |          |          |          |          |          |  |  |               |               |               |               |               |               |  |  |                  |                  |                  |                  |                  |                  |  |  |  |  |  |  |  |  |  |  |  |  |  |  |  |  |  |  |  |  |  |  |  |  |  |  |  |  |  |  |  |  |  |  |  |  |  |  |  |  |  |  |
| Teveli    | Teveli    | Teveli    | Teveli    | Teveli    | Teveli    |  |  |            |            | (sconosciuto)   | (sconosciuto)   | (sconosciuto)   | (sconosciuto)   | (sconosciuto)   | (sconosciuto)   |  |  | Ezelekh       | Ezelekh       | Ezelekh       | Ezelekh       | Ezelekh       | Ezelekh       |  |  | Falitzi  | Falitzi  | Falitzi  | Falitzi  | Falitzi  | Falitzi  |  |  | Tas**         | Tas**         | Tas**         | Tas**         | Tas**         | Tas**         |  |  | Taksony          | Taksony          | Taksony          | Taksony          | Taksony          | Taksony          |  |  |  |  |  |  |  |  |  |  |  |  |  |  |  |  |  |  |  |  |  |  |  |  |  |  |  |  |  |  |  |  |  |  |  |  |  |  |  |  |  |  |
| Teveli    | Teveli    | Teveli    | Teveli    | Teveli    | Teveli    |  |  |            |            | (sconosciuto)   | (sconosciuto)   | (sconosciuto)   | (sconosciuto)   | (sconosciuto)   | (sconosciuto)   |  |  | Ezelekh       | Ezelekh       | Ezelekh       | Ezelekh       | Ezelekh       | Ezelekh       |  |  | Falitzi  | Falitzi  | Falitzi  | Falitzi  | Falitzi  | Falitzi  |  |  | Tas**         | Tas**         | Tas**         | Tas**         | Tas**         | Tas**         |  |  | Taksony          | Taksony          | Taksony          | Taksony          | Taksony          | Taksony          |  |  |  |  |  |  |  |  |  |  |  |  |  |  |  |  |  |  |  |  |  |  |  |  |  |  |  |  |  |  |  |  |  |  |  |  |  |  |  |  |  |  |
| Termachu  | Termachu  | Termachu  | Termachu  | Termachu  | Termachu  |  |  |            |            | Zerind il Calvo | Zerind il Calvo | Zerind il Calvo | Zerind il Calvo | Zerind il Calvo | Zerind il Calvo |  |  |               |               |               |               |               |               |  |  |          |          |          |          |          |          |  |  |               |               |               |               |               |               |  |  | Re d'Ungheria*** | Re d'Ungheria*** | Re d'Ungheria*** | Re d'Ungheria*** | Re d'Ungheria*** | Re d'Ungheria*** |  |  |  |  |  |  |  |  |  |  |  |  |  |  |  |  |  |  |  |  |  |  |  |  |  |  |  |  |  |  |  |  |  |  |  |  |  |  |  |  |  |  |
| Termachu  | Termachu  | Termachu  | Termachu  | Termachu  | Termachu  |  |  |            |            | Zerind il Calvo | Zerind il Calvo | Zerind il Calvo | Zerind il Calvo | Zerind il Calvo | Zerind il Calvo |  |  |               |               |               |               |               |               |  |  |          |          |          |          |          |          |  |  |               |               |               |               |               |               |  |  | Re d'Ungheria*** | Re d'Ungheria*** | Re d'Ungheria*** | Re d'Ungheria*** | Re d'Ungheria*** | Re d'Ungheria*** |  |  |  |  |  |  |  |  |  |  |  |  |  |  |  |  |  |  |  |  |  |  |  |  |  |  |  |  |  |  |  |  |  |  |  |  |  |  |  |  |  |  |
|           |           |           |           |           |           |  |  |            |            | Koppány         |                 |                 |                 |                 |                 |  |  |               |               |               |               |               |               |  |  |          |          |          |          |          |          |  |  |               |               |               |               |               |               |  |  |                  |                  |                  |                  |                  |                  |  |  |  |  |  |  |  |  |  |  |  |  |  |  |  |  |  |  |  |  |  |  |  |  |  |  |  |  |  |  |  |  |  |  |  |  |  |  |  |  |  |  |

* Liüntika e Tarkatzus dovrebbero corrispondere alla stessa persona.
**Il padre di Tas era uno dei quattro o cinque figli di Árpád, ma il suo nome è sconosciuto.
** *Tutti i gran principi e i re d'Ungheria futuri discesero da Taksony.

### Esplicative
1. ↑  Il sostantivo ungherese árpa è legato a una lingua turcica prima dei tempi della conquista ungherese del bacino dei Carpazi (a cavallo tra il IX e il X secolo), dal proto-turco *arpa: Kristó e Makk (1996), p. 17. Gli Ungari convissero per secoli con i Turchi, come evince dal fatto che oltre il 10% delle radici nell'ungherese moderno si devono a prestiti turchi. La percentuale sale al 50% con riguardo al lessico legato all'agricoltura. Nonostante le influenze si estendano anche al campo genetico e culturale, i magiari non sono un popolo turco: (EN) Aranka Csösz, Anna Szécsényi-Nagy e Balázs Gusztáv Mende, Maternal Genetic Ancestry and Legacy of 10th Century AD Hungarians, in Scientific Reports, vol. 6, n. 33446, 2016.

### Bibliografiche
1. 1 2 3 4  Engel (2001), p. 19.
2. ↑  Kristó e Makk (1996), pp. 11-12, 17, appendice 1.
3. ↑  Kristó e Makk (1996), pp. 17, appendice 1.
4. 1 2  Kristó e Makk (1996), p. 17.
5. 1 2 3  De administrando imperio, cap. 38, p. 173.
6. 1 2  Kristó (1996), pp. 160-161.
7. 1 2  Spinei (2003), p. 33.
8. ↑  Spinei (2003), pp. 33, 40.
9. ↑  Spinei (2003), p. 72.
10. ↑  Kristó (1996), p. 160.
11. 1 2 3 4 5  Kristó (1996), p. 201.
12. 1 2 3  Engel (2001), p. 20.
13. ↑  (EN) Henry Hoyle Howorth, History of the Mongols from the 9th to the 19th Century: The So-called Tartars of Russia and Central Asia, Cosimo, Inc., 2008,  p. 3, ISBN 978-1-60520-134-4.
14. ↑  Róna-Tas (1999), p. 330.
15. ↑  Róna-Tas (1999), pp. 54-55.
16. 1 2 3  Kristó (1996), p. 183.
17. 1 2 3 4 5  Spinei (2003), p. 52.
18. ↑  Kristó (1996), pp. 183-184.
19. ↑  Kristó (1996), pp. 183, 186.
20. ↑  Tactica, (18.40), p. 453.
21. ↑  Curta (2006), p. 178.
22. ↑  Engel (2001), pp. 11-12.
23. 1 2  Molnár (2001), p. 13.
24. ↑  Róna-Tas (1999), p. 344.
25. ↑  Chronica Picta, cap. 28, p. 98.
26. ↑  Kristó e Makk (1996), p. 15.
27. ↑  Gesta Hungarorum, cap. 13, pag. 37.
28. ↑  Molnár (2001), p. 201.
29. ↑  Curta (2006), p. 189.
30. ↑  Kristó e Makk (1996), p. 18.
31. ↑  Gesta Hungarorum, cap. 24, p. 59.
32. ↑  Madgearu (2005), pp. 91-92.
33. ↑  Gesta Hungarorum, cap. 46, pp. 100-101.
34. 1 2  Gesta Hungarorum, cap. 52, p. 115.
35. 1 2 3 4 5  Kristó e Makk (1996), p. 21.
36. ↑  Engel (2001), pp. 19-20.
37. 1 2 3 4  Kristó e Makk (1996), p. 20.
38. 1 2  (EN) Árpád ruler of Hungary, su Encyclopedia Britannica. URL consultato il 31 ottobre 2021.
39. ↑  Madgearu (2005), p. 25.
40. ↑  (EN) Gábor Gyáni, The Creation of the Austro-Hungarian Monarchy: A Hungarian Perspective, Routledge, 2021,  p. 49, ISBN 978-10-00-44106-2.
41. ↑  De administrando imperio, cap. 40, p. 179.
42. ↑  De administrando imperio, cap. 40, p. 177.
43. 1 2  Kristó e Makk (1996), appendice 1.

### Fonti primarie
- Anonimo notaio di re Béla, Gesta Hungarorum, traduzione di Martyn Rady e László Veszprémy, CEU Press, 2010, ISBN 978-963-9776-95-1.
- (EN) Costantino Porfirogenito, De administrando imperio, a cura di Gyula Moravcsik, traduzione di Romillyi J. H. Jenkins, Dumbarton Oaks Center for Byzantine Studies, 1967, ISBN 0-88402-021-5.
- Dezső Dercsényi (a cura di), Chronica Picta, Corvina, Taplinger Publishing, 1970, ISBN 0-8008-4015-1.
- (EN) Leone VI il Saggio, Tactica, traduzione di George T. Dennis, Dumbarton Oaks, 2010, ISBN 978-0-88402-359-3.

### Fonti secondarie
- (EN) Florin Curta, Southeastern Europe in the Middle Ages, 500-1250, Cambridge, Cambridge University Press, 2006, ISBN 978-0-511-81563-8.
- (EN) Pál Engel, The Realm of St Stephen: A History of Medieval Hungary, 895-1526, I.B. Tauris Publishers, 2001, ISBN 1-86064-061-3.
- (EN) Gyula Kristó, Hungarian History in the Ninth Century, Szegedi Középkorász Műhely, 1996, ISBN 978-1-4039-6929-3.
- (HU) Gyula Kristó e Ferenc Makk, Az Árpád-ház uralkodói [Sovrani della casata degli Arpadi], I.P.C. Könyvek, 1996, ISBN 963-7930-97-3.
- (EN) Alexandru Madgearu, The Romanians in the Anonymous Gesta Hungarorum: Truth and Fiction, Romanian Cultural Institute, Center for Transylvanian Studies, 2005, ISBN 973-7784-01-4.
- (EN) Miklós Molnár, A Concise History of Hungary, Cambridge University Press, ISBN 978-0-521-66736-4.
- (EN) András Róna-Tas, Hungarians and Europe in the Early Middle Ages: An Introduction to Early Hungarian History, CEU Press, 1999, ISBN 978-963-9116-48-1.
- (EN) Victor Spinei, The Great Migrations in the East and South East of Europe from the Ninth to the Thirteenth Century, 2003, ISBN 978-973-85894-5-2.
- (EN) Victor Spinei, The Romanians and the Turkic Nomads North of the Danube Delta from the Tenth to the Mid-Thirteenth Century, Brill, 2009, ISBN 978-90-04-17536-5.